# Basileuterus tacarcunae
Basileuterus tacarcunae (лат.) — вид птиц из семейства древесницевых. Ранее считался конспецифичным с Basileuterus tristriatus и Basileuterus melanotis.

## Распространение
Ареал простирается от восточной части Панамы до северо-западной части Колумбии.

## Описание
Длина тела 13 см. Птицы преимущественно оливково-коричневого цвета с охристым брюшком и нижней стороной тела. Имеют четкие чёрно-белые полоски на голове и тёмные «щеки». Самцы и самки имеют одинаковое оперение.

### Вокализация
Их песня — это стремительная серия скрипучих щебетаний.